# Jennifer Seberry
Jennifer Roma Seberry, née en 1944, est une mathématicienne australienne. 
Jennifer Roma Seberry est spécialisée en cryptographie. Elle est reconnue dans le monde entier pour ses découvertes sur les matrices de Hadamard et les fonctions courbes. Son travail a abouti à de nombreux ouvrages et articles en matière de cryptologie et de sécurité informatique.

## Formation
- 1966 : Baccalauréat en sciences à l'Université de Nouvelle-Galles du Sud.
- 1969 : Master en science à l'Université de La Trobe
- 1971 : Doctorat en philosophie à l'Université de La Trobe (Computational Mathematics)

## Vie de famille
Elle est la fille de  Alexander John Seberry (IV) et de Jane Cruickshank.
Le 6 juin 1964, elle a épousé Walter Denis Wallis, dont elle a deux enfants : Ralph, en 1966 et Luke en 1969.

## Travaux
Jennifer Seberry est actuellement professeur à l'Université de Wollongong, Australie. Elle a été à la tête du département informatique (Computer Science) et directrice du centre de recherche de sécurité informatique de l'Université.
Elle est une des fondatrices de la conférence internationale Asiacrypt de 1990 (appelée aussi Auscrypt).
Outre son travail sur les matrices de Hadamard et les fonctions courbes pour la sécurité des réseaux informatiques, elle a publié de nombreux articles de mathématique, de cryptographie, d'informatique et de sécurité des réseaux. 
Elle a dirigé l'équipe qui a abouti aux chiffrages LOKI, LOKI97 et aux fonctions de hachage cryptographique de Haval.
Jennifer Seberry est aussi la coauteure de l'algorithme de chiffrement de flux PY qui est présentée pour le projet de chiffrement de flux eSTREAM.
Son nombre d'Erdős est 2. Beaucoup de ses articles sont signés Jennifer Seberry Wallis ou J. S. Wallis.